# イボキン
株式会社イボキン（英: Ibokin Co., Ltd.）は、兵庫県たつの市揖保川町に本社を置く鉄鋼業及び産業廃棄物処理会社である。

## 概要
1984年（昭和59年）設立。「解体事業」「環境事業」「金属事業」「運輸事業」の5事業を展開。

## 沿革
- 1984年（昭和59年） 8月 - 揖保川金属株式会社を創業。
- 2003年（平成15年） 8月 - 新日本製鐵株式会社（現：日本製鉄株式会社）広畑製鉄所より直納業者指定
- 2003年（平成15年）10月 - 揖保川金属株式会社から株式会社イボキンに改名
- 2017年（平成29年） 4月 - 株式会社国徳工業を100%子会社化。
- 2018年（平成30年） 8月 - ジャスダックに上場。
- 2019年（令和元年） 9月 - 金属リサイクル業のリバーホールディングスと資本業務提携契約を締結。[4]
- 2024年（令和7年）   1月- 解体工事・アスベスト処理業者の株式会社ミツエを株式取得により子会社化。

## 事業所
- 本部ビル　　兵庫県たつの市揖保川町山津屋
- 本社工場　　兵庫県たつの市揖保川町正條
- 龍野工場　　兵庫県たつの市揖保町揖保中
- 阪神事業所　兵庫県尼崎市大浜町
- 東京支店　　東京都千代田区内神田
- 大阪支店　　大阪府大阪市淀川区宮原
- 福島支店　　福島県双葉郡富岡町大字本岡字王塚
- PMR工場　　兵庫県たつの市揖保町揖保中
- 最終処分場　兵庫県たつの市揖保川町馬場字奥ノ池

## グループ会社
- 株式会社国徳工業
- 株式会社ミツエ